# 사이카 스즈키씨
사이카 스즈키 씨(일본어: 雑賀鈴木氏 사이카스즈키시[*])는 일본 무가 씨족 중 하나이다. 센고쿠 시대에 기이국 나구사 군의 히라이를 본거지로 한 용병집단 사이카슈의 지도부였다. 당주는 대대로 "스즈키 마고이치"라는 이름을 사용했다. 본성은 호즈미 씨로서 후지시로 스즈키 씨의 지류이다.